# Batuque (Cap-Vert)
Pour les articles homonymes, voir Batuque.
Le batuque (en créole capverdien batuku /bɐˈtuku/ ou batuk /bɐˈtuk/) est une danse et un genre musical capverdien.

## Terminologie
Dans le passé, le batuque possédait une signification sociale précise. Il était joué aux jours de Saints, en certaines occasions cérémonielles, aux fêtes, avant et pendant les mariages. Certains chercheurs spéculent que les mouvements de la danse du batuque évoquent l'acte sexuel, et l'objectif serait de promouvoir la fertilité de la fiancée. 
Depuis les années 2000, le batuque perd sa signification originelle. Il a été transformé en spectacle de scène, et il est joué dans les actes officiels, en fêtes ou il est utilisé par certains groupes pour donner un exemple du folklore capverdien

## Histoire
Le batuque est probablement le genre de musique le plus ancien au Cap-Vert, mais il existe des récits écrits à propos du batuque rien qu'à partir du XIXe siècle. À présent, le batuque se trouve uniquement à l'île de Santiago, mais il y a des indices qu'il a déjà existé dans toutes les îles du Cap-Vert. D'après Carlos Gonçalves, le batuque ne serait pas un genre de musique transposé du continent africain. Ce serait l'adaptation d'une danse africaine[Laquelle ?] qui aurait après développé des caractéristiques propres au Cap-Vert.
Le batuque a toujours été considéré comme hostile par l'administration portugaise et par l'Église, parce qu'il était considéré « africain », et par les paroles des chants (comme par exemple de la chanteuse Nácia Gomes) soulignant la misère de la population. mais c'est pendant la politique du Estado Novo que les autorités coloniales ont réagi par rapport à ces danses et chants. Le batuque a même été interdit dans les centres urbains, et il était presque marginalisé à partir des années 1950. Après l'indépendance, il y a eu un intérêt à faire réapparaître certains genres de musique. Mais c'est pendant les années 1990 que le batuque a vécu une vraie renaissance avec des jeunes compositeurs (par exemple, Orlando Pantera, Tchéka, Vadú) faisant un travail de recherche et fournissant une nouvelle forme au batuque, étant interprété par des aussi jeunes chanteurs (par exemple, Lura, Mayra Andrade, Nancy Vieira).

## Caractéristiques

### Comme genre musical
Comme genre musical, le batuque se caractérise par avoir un tempo andante, une mesure de 
, et traditionnellement par être seulement mélodique, c'est-à-dire, être seulement chanté, sans accompagnement polyphonique. Comparé à d'autres genres de musique du Cap-Vert, le batuque se structure à travers le chant-réponse, et c'est le seul genre qui est polyrythmique. En analysant le rythme on découvre qu'il s'agit d'une superposition d'un rythme à 3 temps sur un rythme à 2 temps.
Dans sa forme traditionnelle le batuque s'organise comme si c'était un crescendo orchestral.
Auparavant, la musique commençait avec une introduction sur la cimboa, qui fournissait la mélodie de base. Aujourd'hui, l'usage de cet instrument a pratiquement disparu. Le premier mouvement s'appelle, en créole, galion /ɡɐliˈõ/. Dans ce mouvement, une des joueuses (appelées batukaderas /bɐtukɐˈdeɾɐs/) effectue un battement polyrythmique tandis que le reste de joueuses effectuent un rythme à deux temps, en battant les mains ou en tapant sur des tissus coincés entre leurs cuisses. La chanteuse principale (appelée kantadera proféta /kɐ̃tɐˈdeɾɐ pɾoˈfɛtɐ/) chante un vers en solo. Les autres chanteuses (appelées kantaderas di kunpanha /kɐ̃tɐˈdeɾɐs di kũˈpaɲɐ/) reprennent le vers (appelé ronca baxon /ˈʀõkɐ bɐˈʃõ/) en unisson. Ces vers improvisés qui parlent de sujets divers, de louanges de certaines personnalités jusqu'à la critique sociale, s'appellent finason /finɐˈsõ/. Cette structure chant-réponse continue jusqu'au deuxième mouvement.
Le deuxième mouvement s'appelle txabéta /ʧɐˈbɛtɐ/. Ce mouvement-ci correspond à un climax orchestral dans lequel toutes les joueuses effectuent le même battement polyrythmique en unisson, et toutes les chanteuses chantent le même vers en unisson, qui fonctionne comme refrain. Modernement, le batuque est composé d'une autre façon par les compositeurs plus récents. La musique s'appuie sur un support polyphonique (séquence d'accords) et présente une structure similaire aux autres genres de musique du Cap-Vert, où les strophes musicales alternent avec un refrain.

### Comme danse
Comme danse, le batuque traditionnel se déroule avec un rituel précis. Dans une séance de batuque, un ensemble d'interprètes (presque toujours, uniquement des femmes) s'assemblent en cercle dans un scénario qui s'appelle terreru /teˈʀeɾu/. Ce scénario n'a pas besoin d'être un endroit spécifique, il peut être une cour dans une maison ou une place publique.
La pièce musicale commence avec les exécutantes (qui peuvent ou pas être simultanément batukaderas et kantaderas) jouant le premier mouvement, tandis qu'une des exécutantes se dirige à l'intérieur du cercle pour effectuer la danse. Elle s'attache un foulard (panu /ˈpanu/) autour des hanches pour souligner le mouvement de la danse. Dans ce premier mouvement, la danse est faite seulement avec l'oscillation du corps, avec le mouvement alterné des jambes marquant le tempo. Dans le deuxième mouvement, tandis que les exécutantes jouent et chantent en unisson, la danseuse change la danse. Dans ce cas-ci, la danse (appelée da ku tornu /dɐ ku ˈtoɾnu/) est faite avec l'oscillation des hanches, réussie à travers des flexions rapides des genoux accompagnant le rythme.
Quand la pièce musicale finit, la danseuse se retire, une autre prend sa place, et une nouvelle pièce musicale commence. Ces interprétations peuvent se traîner pendant des heures, jusqu'à la fin de la séance de batuque.